# Robin Verheyen

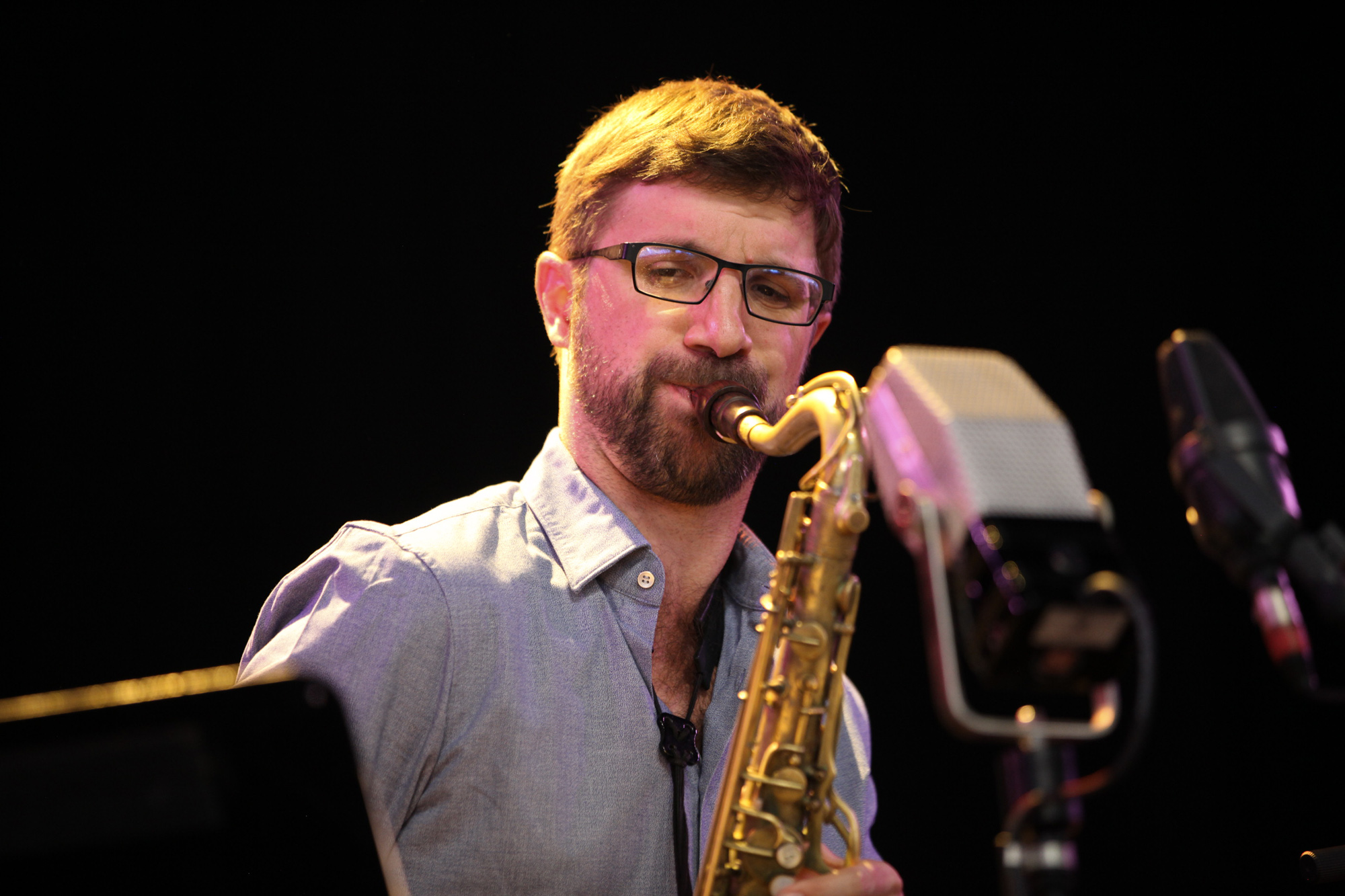
Robin Verheyen

Robin Verheyen  (* 1983 in Turnhout) ist ein belgischer Musiker des Modern Jazz (Alt-, Tenor- und Sopransaxophon, Komposition).

## Leben und Wirken
Verheyen begann im Alter von zwölf Jahren Saxophon zu spielen. Er studierte zunächst drei Jahre am Lemmens-Institut im belgischen Löwen, dann zwei Jahre am Conservatorium van Amsterdam; ein Jahr verbrachte er dazwischen als Vorzugsstudent („Dean’s List“) an der Manhattan School of Music. Sein Musikstudium schloss er mit Auszeichnung ab. Zu seinen akademischen Lehrern gehörten Dave Liebman, Steve Slagle, Frank Vaganée, Jasper Blom, Ferdinand Povel, Dick Oatts sowie John Ruocco.
2005 zog Verheyen, bereits Sopransaxophonist im Saxophon-Quartett Saxkartel, für ein Jahr nach Paris, wo er zu Bands von Giovanni Falzone, Remi Vignolo, Nelson Veras und Bruno Angelini gehörte. Zudem war er Mitglied des Belfin Quartetts, dem neben ihm und dem Bassisten Joachim Florent als Belgier die Finnen Aki Rissanen (Piano) und Ville Pynssi (Schlagzeug) angehören. Während seiner Zeit als Artist in Residence in seinem Geburtsort 2006/2007 gründet er ein internationales Quartett mit Bill Carrothers, Nicolas Thys sowie Dré Pallemaerts, mit dem er zwei Alben einspielte. Auch mit seinem Narcissus-Quartet veröffentlichte er zwei Alben.
2007 zog Verheyen ganz nach New York. Dort hat er bereits mit dem Trio von Pascal Niggenkemper Trio featuring Tyshawn Sorey gespielt und aufgenommen sowie mit dem Quartett von Roy Assaf/Eddy Khaimovich featuring Roy Hargrove. Neben seinem internationalen Quartett hat Robin Verheyen in New York ein zweites Quartett mit Trompeter Ralph Alessi, Bassist Thomas Morgan und Drummer Jeff Davis gegründet. Als Sideman hat er unter anderem mit Branford Marsalis, Charnett Moffett, Eric Revis, Jeff Tain Watts, Joey Calderazzo, Jonathan Blake, Maria Schneider, Massimo Biolcati, Ravi Coltrane, Toots Thielemans, Will Calhoun, Pablo Held sowie den Bands The 4 Runner und Roscopaje gespielt. Weiter war er an Aufnahmen von Alex Maguire, Patricio Carposs, Giovanni Falzone und Devin Gray (To the Point, 2024) beteiligt.

## Preise und Auszeichnungen
Im Juli 2004 wurde er bester Solist sowohl beim baskischen Gexto Jazz Festival als auch beim internationalen Wettbewerb Jazz Hoeilaart. Im Folgejahr gewann er den Wettbewerb als Nachwuchstalent in Gent. Saxkartel erhielt 2006 den Preis der Jury beim Tremplin Jazz in Avignon. Im selben Jahr gewann das Belfin Quartett beim Wettbewerb von La Défense den Preis für die besten Kompositionen. 2008 wurde er mit dem belgischen Django d’Or als „neues Talent“ ausgezeichnet.

## Diskographische Hinweise
- Saxkartel Airdance (Igloo Records, 2004, mit Kurt Van Herck, Sara Meyer und Tom Van Dyck)
- Narcissus Quartet (de Werf, ed. 2006, mit Harmen Fraanje, Clemens van der Feen, Flin van Hemmen)
- Robin Verheyen/Aki Rissanen Semplice (Alba, rec. 2007)
- Robin Verheyen Quartet Painting Space (de Werf, ed. 2008)
- Robin Verheyen Quartet Starbound (Pirouet, ed. 2009)
- Narcissus Narcissus No.2 (de Werf, ed. 2010)
- Robin Verheyen NY Quartet Trinity by  on (52creations, ed. 2012)
- Aki Rissanen/Robin Verheyen/Markku Ounaskari Aleatoric (Eclipse Music, ed. 2013)
- Robin Verheyen/Marc Copland/Drew Gress/Billy Hart When the Birds Leave (Universal, 2018)
- Joey Baron/Bram De Looze/Robin Verheyen Mixmonk (Universal, 2019)